# Marek Kudlik
Marek Kudlik (* 11. Juli 1993) ist ein polnischer Poolbillardspieler.

## Karriere
Marek Kudlik begann 2003 mit dem Billardspielen. 2008 gewann er mit dem dritten Platz im 8-Ball-Wettbewerb der Schüler seine erste von insgesamt drei Medaillen bei Einzelwettbewerben von Jugend-Europameisterschaften. 2009 wurde er durch einen 6:4-Finalerfolg gegen seinen Landsmann Wojciech Szewczyk Schüler-Europameister im 8-Ball. 2011 wurde er bei den Junioren Dritter im 9-Ball. Zudem wurde er 2009 mit der polnischen Schülermannschaft und 2011 mit der Juniorenmannschaft Europameister. Im September 2011 wurde er durch einen 11:9-Sieg im Finale gegen seinen Landsmann Konrad Piekarski Junioren-Weltmeister.
Im Dezember 2010 gewann Kudlik mit den dritten Plätzen in den Disziplinen 14/1 endlos und 10-Ball seine ersten Medaillen bei der polnischen Meisterschaft der Herren. Ein Jahr später erreichte er das Finale des 8-Ball-Wettbewerbs und verlor dort mit 6:8 gegen seinen älteren Bruder Piotr Kudlik. Im März 2012 erreichte er bei der Europameisterschaft, zu der er in diesem Jahr erstmals nominiert worden war, das Achtelfinale der Wettbewerbe im 8-Ball und 9-Ball. 2013 schaffte er es bei den Italy Open zum ersten Mal bei einem Euro-Tour-Turnier in die Runde der letzten 32 und bei den Bosnia & Herzegovina Open ins Achtelfinale. Er verlor beide Spiele gegen Tomasz Kapłan. Bei der polnischen Meisterschaft 2013 gewann er durch einen 9:7-Sieg gegen Wojciech Szewczyk den Titel im 9-Ball. 2014 unterlag er Tomasz Kapłan im 8-Ball-Finale mit 2:8.

## Erfolge
| 8-Ball-Schülereuropameister: | 2009 |
| Junioren-Weltmeister:        | 2011 |
| Polnischer 9-Ball-Meister:   | 2013 |

## Familie
Marek Kudliks älterer Bruder Piotr Kudlik ist ebenfalls Poolbillardspieler.